# Antonio López-Istúriz White

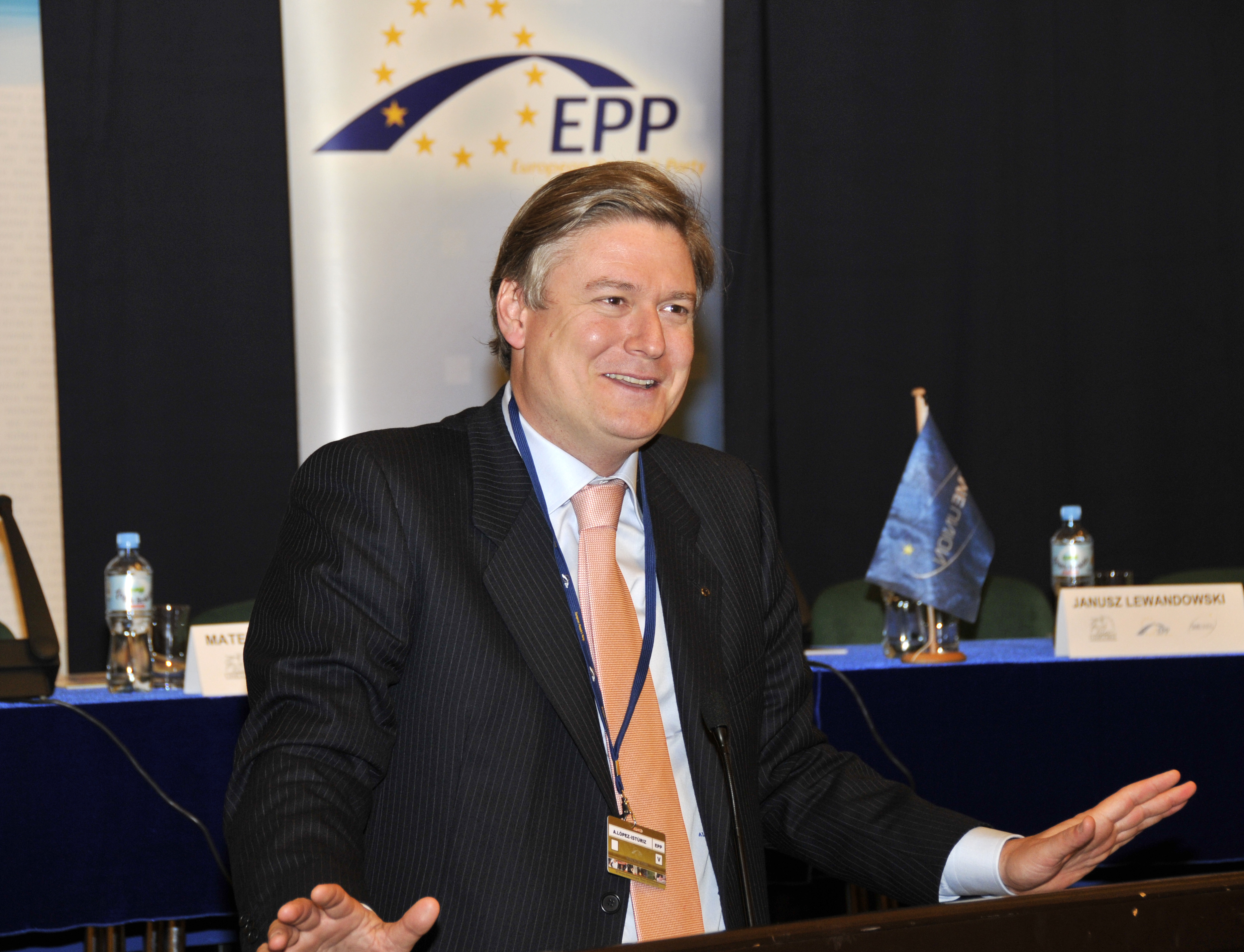
Antonio López-Istúriz White

Antonio López-Istúriz White este un om politic spaniol, membru al Parlamentului European în perioada 2004-2009 din partea Spaniei. 
Antonio López-Istúriz White deține de asemenea funcția de secretar general al Partidului Popular European.
1. 1 2  Deputații în Parlamentul European
2. ↑   https://www.europapress.es/nacional/noticia-lopez-isturiz-dice-adios-secretaria-ppe-20-anos-expresando-lealtad-aznar-rajoy-casado-feijoo-20220531222922.html Lipsește sau este vid: |title= (ajutor)